# De koningszoon die nergens bang voor was

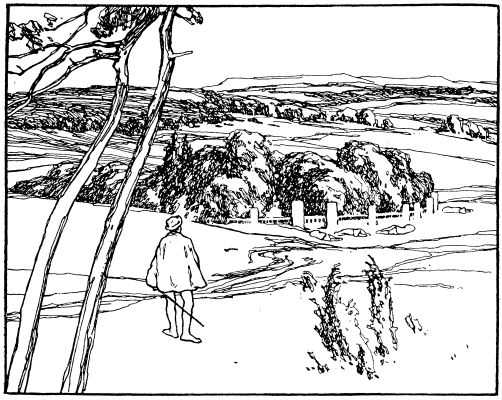
De koningszoon die nergens bang voor was getekend door Otto Ubbelohde

De koningszoon die nergens bang voor was is een sprookje dat werd genoteerd door de gebroeders Grimm voor Kinder- und Hausmärchen met volgnummer KHM121. De oorspronkelijke naam is Der Königssohn, der sich vor nichts fürchtete.

## Het verhaal
Een koningszoon besluit de wereld in te trekken en hij komt bij het huis van een reus. Hij ziet op het erf enorme ballen en kegels en speelt hiermee. De reus hoort het verhaal en ziet de kleine man, hij vraagt zich af hoe hij zo sterk kan zijn. De man vertelt dat hij alles kan waar hij zin in heeft en de reus wil dan dat hij een appel van de boom des levens haalt voor zijn verloofde. De reus kan de boom zelf niet vinden en hij vertelt dat er een ijzeren hek om de tuin staat. Voor het hek liggen wilde dieren en ze laten niemand binnen. Voor de appelboom hangt een ring waar je je hand door moet steken en nog niemand heeft een appel kunnen plukken. De jongeman vindt de wondertuin en ziet de slapende dieren. Ze worden niet wakker en hij klimt over het hek. Midden in de tuin staat de boom des levens en de appels zijn rood. De man steekt zijn hand zonder moeite door de ring en plukt de appel. De ring sluit zich en de man voelt een enorme kracht door zijn aderen stromen.
De jongeman opent de poort en gaat naar buiten. De leeuw is wakker en volgt de man, die de appel naar de reus brengt. De reus geeft de appel aan zijn verloofde, maar ze ziet dat hij de ring niet om zijn arm draagt. De reus zegt dat hij de ring thuis zal halen en eist de ring op. De koningszoon en de reus worstelen, maar de toverkracht is erg sterk. De reus verzint een list en wil afkoelen in de rivier. De koningszoon kent geen valsheid en ze kleden zich uit aan de oever. De koningszoon doet de ring van zijn arm en springt in de rivier. De reus grijpt de ring en rent weg, maar de leeuw achtervolgt hem en brengt de ring terug naar zijn meester. De reus gaat achter een eik staan en als de jongeman zijn kleren aantrekt, steekt hij zijn ogen uit. De koningszoon is blind en de reus leidt hem aan zijn hand naar een hoge rots. Hij laat hem staan, maar de leeuw haalt zijn meester van de rots.
De reus brengt de koningszoon via een andere weg terug naar de rots, maar de leeuw redt zijn meester opnieuw en duwt de reus van de rots. De leeuw brengt zijn meester naar een rivier en spat water in het gezicht van de man, waarna de jongeman een vogeltje tegen een boom ziet vliegen. Het vogeltje baadt zich en vliegt dan moeiteloos tussen de bomen door en de koningszoon herkent een teken van God. Hij wast zich met het water en zijn ogen zijn scherper dan ooit. De man komt met zijn leeuw bij een betoverd kasteel en in de poort staat een zwarte jonkvrouw. Ze wil dat de man haar verlost en hij moet drie nachten in de grote zaal doorbrengen, zonder vrees in zijn hart. Hij mag geen geluid maken en om middernacht komt er een enorm lawaai uit alle hoeken. Er komen kleine duiveltjes en ze maken een vuur en gaan dobbelen. De jongeman is niet bang en maakt geen geluid als hij wordt afgeranseld.
De volgende ochtend is hij uitgeput, maar de jonkvrouw komt met een flesje levenswater. Alle pijn verdwijnt en hij ziet dat haar voeten wit zijn geworden. De volgende dag herhaalt alles zich en de ochtend erop geneest de jonkvrouw de man met het levenswater. Tot aan haar vingertoppen is ze nu wit en de derde nacht volgt. De man maakt geen geluid en ligt bewusteloos als de jonkvrouw de zaal betreedt. Ze giet het levenswater over de man en hij ontwaakt uit zijn slaap. De jonkvrouw is sneeuwwit en zo mooi als het licht van de dag. Ze vertelt dat de man driemaal met zijn zwaard over de trap moet zwaaien en iedereen in het kasteel wordt bevrijd van de betovering. De jonkvrouw is een rijke koningsdochter en de dienaren hebben de tafel gedekt. Ze eten en drinken samen en 's avonds wordt de bruiloft gevierd.

## Achtergronden
- Het sprookje komt uit Paderborn.
- Drie bekende motieven zijn tot één verhaal gemaakt.
- Het zwaaien met het zwaard om de betovering te breken is in Noorwegen een bekend motief. De macht van trollen wordt gebroken door een stuk staal, bijvoorbeeld een mes, boven hun hoofd te zwaaien.
- De appel des levens komt ook voor in de Griekse sage over de Gouden appels van de Hesperiden en in De twee gebroeders (KHM60), De goudkinderen (KHM85) en De groente-ezel (KHM122).
- De genezing van een blinde komt ook voor in De twee reisgezellen (KHM107).
- De kracht van de ring komt ook voor in In de ban van de ring van Tolkien.
- De leeuw wordt hierbij door sommigen gezien als tegenwoordiger van het goede, krachtige van het hart.
- Het dier als helper komt in heel veel sprookjes voor;
  - drie raven in De trouwe Johannes (KHM6)
  - een beer in De twee gebroeders (KHM60)
  - een bij in De bijenkoningin (KHM62) en De twee reisgezellen (KHM107)
  - duiven in Assepoester (KHM21), De drie talen (KHM33) en De oude vrouw in het bos (KHM123)
  - een eend in Hans en Grietje (KHM15), De bijenkoningin (KHM62) en De twee reisgezellen (KHM107)
  - een geit in Eenoogje, tweeoogje en drieoogje (KHM130)
  - een haan in De drie gelukskinderen (KHM70)
  - een haas in De twee gebroeders (KHM60)
  - een hond in De drie talen (KHM33) en De oude Sultan (KHM48)
  - een kat in De drie gelukskinderen (KHM70) en De arme molenaarsknecht en het katje (KHM106)
  - een leeuw in De twee gebroeders (KHM60) en De twaalf jagers (KHM67)
  - mieren in De witte slang (KHM17) en De bijenkoningin (KHM62)
  - een ooievaar in De twee reisgezellen (KHM107)
  - een paard in De ganzenhoedster (KHM89)
  - een pad in De drie veren (KHM63) en De ijzeren kachel (KHM127)
  - een raaf in De witte slang (KHM17) en Het boerke (KHM61)
  - een schimmel in Fernand getrouw en Fernand ontrouw (KHM126)
  - een slang in De drie slangenbladeren (KHM16) en De witte slang (KHM17)
  - een veulen in De twee reisgezellen (KHM107)
  - een vis in De witte slang (KHM17), Van de visser en zijn vrouw (KHM19), De goudkinderen (KHM85), Fernand getrouw en Fernand ontrouw (KHM126) en Het zeehaasje (KHM191)
  - een vogel in Assepoester (KHM21), De drie talen (KHM33) en De roversbruidegom (KHM40)
  - een vos in De gouden vogel (KHM57), De twee gebroeders (KHM60) en Het zeehaasje (KHM191)
  - een wolf in De oude Sultan (KHM48) en De twee gebroeders (KHM60)
- De gebroeders Grimm verwezen naar Hercules.
- De levensboom komt voor in De witte slang (KHM17), Assepoester (KHM21), Van de wachtelboom  (KHM47), De gouden vogel (KHM57) en Eenoogje, tweeoogje en drieoogje (KHM130).
- Het levenswater komt voor in De peetoom (KHM42), Het water des levens (KHM97), De twee reisgezellen (KHM107),
- Het spookhuis komt voor in Sprookje van iemand die erop uittrok om te leren griezelen (KHM4), De drie talen (KHM33), Vrolijke Frans (KHM81), De jonge reus (KHM90), De koning van de gouden berg (KHM92) en De drie zwarte prinsessen (KHM136).
- Middernacht is het tijdstip waarop vaak griezelige of magische dingen plaatsvinden. Het speelt in de volgende verhalen een rol; in Sprookje van iemand die erop uittrok om te leren griezelen (KHM4) maakt de jongen een vuur, Zusje kan haar kind alleen zien rond middernacht in een versie van Broertje en zusje (KHM11), de reus slaat het bed doormidden in Het dappere snijdertje (KHM20), in Assepoester (KHM21) wordt de betovering verbroken, in De gouden vogel (KHM57) worden appels gestolen, de jongen vindt de reuzen in De volleerde jager (KHM111), de draak komt thuis in De duivel en zijn grootmoeder (KHM125), de betovering wordt verbroken in Het boshuis (KHM169), het uiterlijk van het meisje verandert in De ganzenhoedster aan de bron (KHM179), de rovers komen thuis in De avonturen van een soldaat, in Het verhaal van Schele Guurte arriveren Berend met de honden en Derk met de beer op kerstavond met de Wilde Jacht.
- In het Groningse Het bang worden leren is Jan nog nooit bang geweest als hij in een kasteel overnacht waar het spookt. Hij gaat pannenkoeken bakken en er verschijnt een geraamte, dat drie potten geld heeft verstopt in de kelder. De overledene is tijdens zijn leven erg gierig geweest en moet nu spoken totdat er iemand zonder vrees in zijn huis blijft slapen. Hij wordt verlost door het verblijf van Jan. Eén pot met geld is voor de familie, een andere is voor de armen en Jan bakt pannenkoeken voor ze. Jan gaat rijk naar huis, maar is nog steeds niet bang geweest[1]